# هيئة أهداف التعليم الوطنية
هيئة أهداف التعليم الوطنية (NEGP) عبارة عن منظمة تأسست في عام 1990 بعد اجتماع الرئيس الأمريكي جورج بوش الأب مع حكام الولايات في شارلوتسفيل بولاية فيرجينيا في عام 1989. وكان الغرض من تأسيس هذه المنظمة هو إعداد تقارير بشأن تقدم الأمة فيما يتعلق بأهداف التعليم الست التي اعتُمدت في اجتماع شارلوتسفيل. وأدت تشريعات أهداف 2000 لسعام 1994 بشكل رسمي إلى إنشاء الهيئة الوطنية للأهداف التعليمية في القانون الفيدرالي، وأسندت هذه التشريعات مسئوليات إعداد التقارير السنوية للهيئة الوطنية للأهداف التعليمية. وقد أصدرت الهيئة العديد من التقارير بين عامي 1991 و1999، وتوقفت عن عملها بموجب مبادرة قانون عدم إهمال أي طفل والتي أصبحت قانونًا في يناير 2002. ويتضمن بعض من الأهداف الوطنية للتعليم في كينيا: التطوير الطبيعي وتنمية الفرد والعدالة الاجتماعية وغيرها.

## وصلات خارجية
- Reports and data collections of the National Education Goals Panel